# غلامرضا منتظری
غلامرضا منتظری سیاستمدار ایرانی است. وی موفق شد در یازدهمین انتخابات مجلس شورای اسلامی که در تاریخ ۲ اسفند ۱۳۹۸ برگزار شد، با کسب ۴۰ هزار و ۸۹۳ رای از مجموع ۲۰۱ هزار و ۱۱۴ رای ماخوذه، از حوزه انتخابیه گرگان و آق قلا از استان گلستان انتخاب گردد و به مجلس راه یابد.